# El Centinela (Baja California)
El cerro El Centinela o Cerro del Centinela, está situado dentro de la Delegación Progreso, en la parte noroeste del municipio de Mexicali, Baja California, México y al oeste de la ciudad de Mexicali, a una distancia aproximada de 20 km por la carretera federal número 2 (Mexicali-Tijuana); también conocido como “Weeishpa” por la comunidad nativa Cucapá o como “Mount Signal” por los estadounidenses; la falda norte del cerro inicia en el límite internacional entre México y Estados Unidos; la falda sur es bordeada por la antes citada carretera. Es una elevación de 781 metros; la más norteña de un sistema orográfico conocido como sierra Cucapá, que corre de norte a sur paralelamente al sistema central bajacaliforniano, denominado en esta latitud como sierra de Juárez y está separado de esta última por una depresión arenosa llamada “Laguna Salada”. El Centinela es una Montaña en Baja California (México) se sitúa en la mitad del camino de la carretera hacia (La Rumorosa) y vigila y protege la Capital (Mexicali).

## Geografía
El centinela se encuentra cerca del extremo noroeste del municipio de Mexicali, constituye el cabo norte de la sierra cucapá, a la cual pertenece, aunque alguna fuente lo considera como un cerro aparte, y tomando en consideración este punto de vista, constituiría entonces un otero, que domina hacia oeste el horizonte que puede ser apreciado desde la ciudad de Mexicali. Sin embargo, en algunas imágenes satelitales o en mapas topográficos en donde se muestren las curvas de nivel puede apreciarse la serranía cucapá y el centinela como un continuo, asimismo observando al cerro y a los montes cucapá desde algún punto elevado en la ciudad de Mexicali  o desde la sierra de Juárez, se puede apreciar la continuidad orográfica de esta serranía. Además de la contigüidad de sus elementos, también se debe tomar en cuenta la orogénesis del conjunto. 
El cerro del centinela se encuentra aproximadamente a 10 km de la mancha urbana de Mexicali a campo traviesa desde el extremo oeste de la colonia Centinela y alrededor de 3 km de La Rosita, pequeña localidad de caserío disperso, ambas enclavadas al igual que el cerro, en la delegación  Progreso del municipio de Mexicali. A poco más de 6 km hacia el noreste del Centinela, se encuentra la localidad estadounidense denominada: Mount Signal, la cual lleva dicho nombre en honor a la montaña, que es conocida, allende la frontera, con ese nombre.

## Simbolismos
El cerro El Centinela fue usado tanto por nativos como por los pioneros exploradores de la región, para guiarse a través del desierto. Su imagen constituye un símbolo, a grado tal que se encuentra en el escudo del municipio de Mexicali, México y en el escudo del condado de Imperial, Estados Unidos.

## Cultura Popular
La canción «Puro Cachanilla», hace mención de este cerro en una de sus estrofas y de manera análoga se encuentra plasmado en diversos cuentos, leyendas, trabajos artesanales y artísticos regionales.

## Tragedia en las vísperas del 114° aniversario de Mexicali

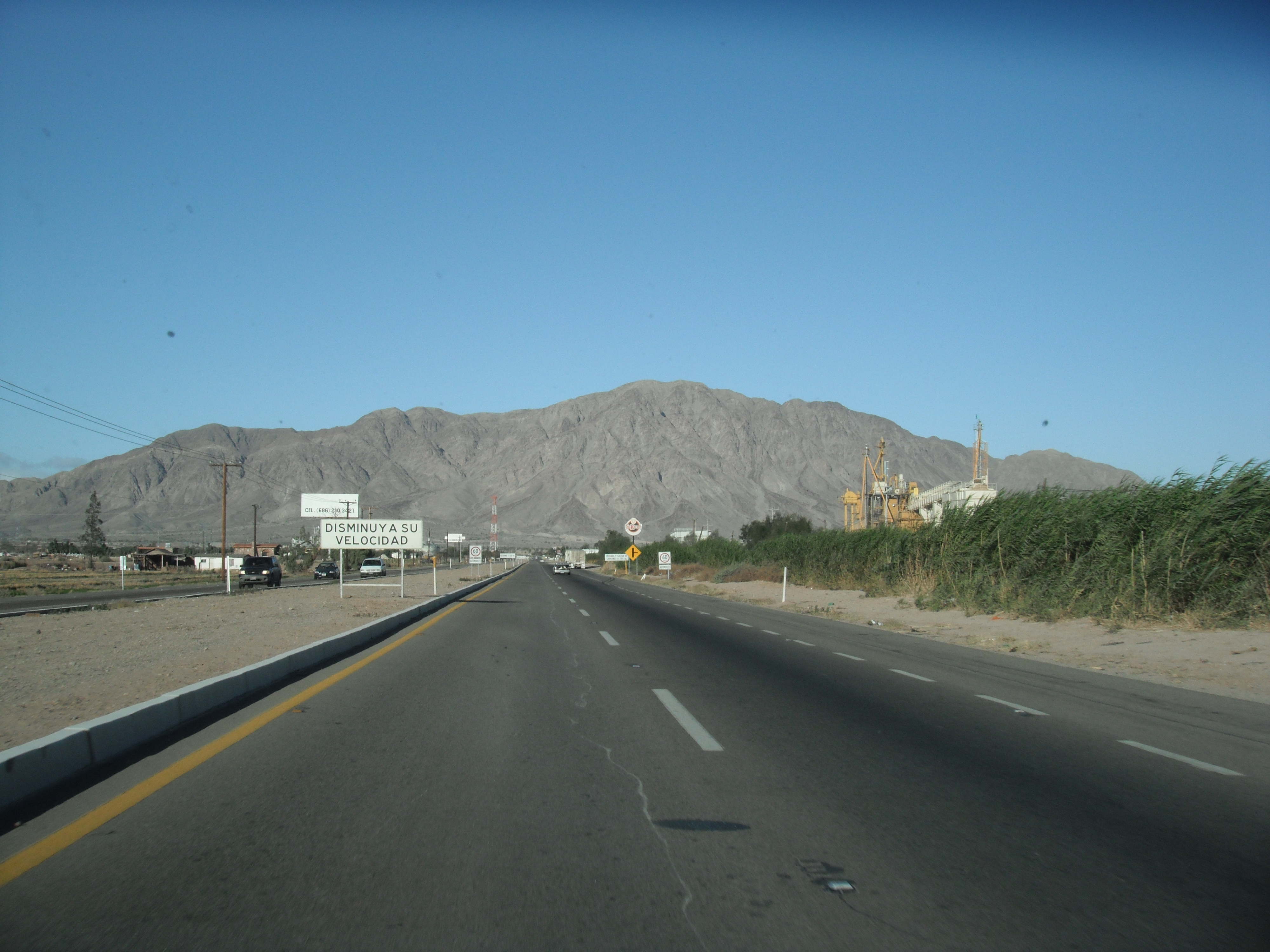
Cerro el Centinela, Mexicali B.C.

El día 12 de marzo de 2017 un grupo de personas de 5 o 6 personas emprendieron la escalada del Centinela. Después de haber alcanzado su meta, una de las personas, una joven de 25 años de edad, de nombre: Karen Violeta Ruiz Sánchez, originaria de Los Mochis, Sinaloa, se extravió durante el descenso, ese mismo día por la tarde se emprendió la búsqueda por parte de un par de equipos de rescate, denominados estos: “Aguiluchos” y “Bravo 10”, eventualmente también se integró a la búsqueda la policía estatal preventiva de Baja California. Aproximadamente entre las 12:20 y las 13:00 hrs. del 13 de marzo de 2017, se encontró el cuerpo sin vida de la joven y un helicóptero de la secretaría de seguridad pública del estado se aprestó a trasladarlo al campamento donde sería entregado al SEMEFO. El helicóptero era pilotado por Noé Carrasco Cruz y como copiloto fungía Jorge Alberto Zavala Martínez quien además era paramédico, ambos se dirigieron de nueva cuenta a las faldas del cerro donde recogieron a los rescatistas voluntarios: Carlos Roberto Munguía Medina y Roberto Caloca Quiroz quienes participaban en los grupos de rescate “Bravo 10” y “Aguiluchos” respectivamente, una vez abordados estos, procedieron a abandonar el sitio, sufriendo entonces, a pocos instantes después de haber despegado, uno de los peores accidentes que se tengan registrados en el ámbito de la sierra cucapá y en particular del cerro del centinela, ya que el helicóptero se desplomó en las faldas del cerro, explotando y matando a todos sus ocupantes.  Al día siguiente, y debido a estos hechos funestos, se cancelaron un par de celebraciones que tendrían lugar con motivo del centésimo décimo cuarto aniversario de la fundación de la ciudad de Mexicali como una muestra de duelo.